# Милинка
Милѝнката (мн. ч. „милѝнки“, диал. „миленка“) е разпространена в западна България солена тестена закуска, направена от отделни късчета. Приготвя се от многолистно тесто с пълнеж, най-често сирене.
В България има редица разновидности милинки, част от които носят имена на краищата, от които са: калоферски, родопски, добруджански, бургаски, сливенски и др.

## Класическа рецепта

### Продукти
- брашно – 500 г[2]
- мая – 20 г жива
- яйца – 1 бр.
- прясно мляко – 150 мл топло
- вода – 120 мл
- оцет – 1 ч.л
- сол – 1 ч.л
- захар – 1 ч.л
- сирене – 200 г
- олио – 100 мл

### Приготвяне
Маята и захарта се разтварят в топла вода, докато започне да се образува пяна. В дълбока купа се сипва прясното мляко, сол, яйце, оцет и олио. Добавя се брашно, мая и постепенно се замесва меко тесто. Оставя се да втаса в намаслена тава, докато обемът се увеличи 3 пъти. С намаслени ръце се оформят малки топки, които се редят в намаслена тава. Поръсват ги със сирене и се оставят да втасат отново за 20 минути. През това време се запържва 1 супена лъжица брашно и 2 щипки шарена сол в горещото олио. Още докато е топло, се заливат втасалите милинки и се слагат в загрята на 180 – 200 °C фурна. Пече се до зачервяване, след което се намазват с масло и се покрива с кърпа за 15 минути.
Времето за приготвяне на една тава с милинки е около 30 мин., а за готвене – още 60 мин.